# 柏林高等研究院
柏林高等研究院（德语：Wissenschaftskolleg zu Berlin）是1981年在德國柏林格鲁讷瓦尔德成立的一个跨学科的研究院，主要開展與自然科学和社会科学有關的研究项目。 